# Укриття (фільм, 2011)
«Укриття» (англ. Take Shelter) — американський драматичний трилер режисера Джеффа Ніколса (був також сценаристом), що вийшов 2011 року.
Продюсерами були Тайлер Девідсон і Софія Лін. Вперше фільм продемонстрували 24 січня 2011 року у США на кінофестивалі «Санденс».
В Україні фільм не демонстувався. Переклад та озвученя українською мовою зроблено студією «Омікрон» на замовлення Hurtom.com у січні 2013 року у рамках проєкту «Хочеш кіно українською? Замовляй!».

## Сюжет
| Головному герою, Кертісу, люблячому батьку і чоловіку, починають снитися жахіття і ввижатися галюцинації. Він шукає психіатричної допомоги, вважаючи, що це розумовий розлад. Однак, боячись найгіршого, він починає будувати складне і дороге укриття від бурі на своєму подвір’ї. Через нього Кьортіс ризикує втратити родину, здоровий глузд і стати вигнанцем спільноти, та все ж будує, щоб врятувати життя близьких. |

## У ролях
| Актор             | Персонаж                                  | Роль                                                                          |
| ----------------- | ----------------------------------------- | ----------------------------------------------------------------------------- |
| Майкл Шеннон      | Кертіс ЛаФорче (англ. Curtis LaForche)    | головний герой, йому сняться апокаліптичні сни, чоловік Саманти, батько Ханни |
| Джессіка Честейн  | Саманта ЛаФорче (англ. Samantha LaForche) | дружина Кертіса, мати Ханни                                                   |
| Това Стюарт       | Ханна ЛаФорче (англ. Hannah LaForche)     | глуха донька Кертіса і Саманти                                                |
| Ші Віґгем         | Дьюарт (англ. Dewart)                     | співробітник Кертіса, допомагає йому будувати укриття                         |
| Кеті Міксон       | Нет (англ. Nat)                           |                                                                               |
| Кеті Бейкер       | Сара (англ. Sarah)                        |                                                                               |
| Рей Маккіннон     | Кайл (англ. Kyle)                         |                                                                               |
| Ліза Ґей Гемілтон | Кендра (англ. Kendra)                     |                                                                               |

## Сприйняття

### Критика
Фільм отримав загалом позитивні відгуки: Rotten Tomatoes дав оцінку 93 % на основі 149 відгуків від критиків (середня оцінка 8,1/10) і 80 % від глядачів із середньою оцінкою 3,9/5 (20,084 голоси), Internet Movie Database — 7,5/10 (35 938 голосів), Metacritic — 85/100 (33 відгуки криків) і 7,7/10 від глядачів (122 голосів).

### Касові збори
Під час показу, що стартував 30 вересня 2011 року, протягом першого тижня фільм показали у 3 кінотеатрах і він зібрав $52,041, що на той час дозволило йому зайняти 47 місце серед усіх прем'єр. Показ протривав 175 днів (25 тижнів) і закінчився 22 березня 2012 року, зібравши у прокаті у США $1,730,296, а у світі — $1,369,018, тобто $3,099,314 загалом при бюджеті $5 млн.

### Нагороди і номінації
| Рік  | Нагорода                | Категорія                                   | Номінант                   | Результат |
| ---- | ----------------------- | ------------------------------------------- | -------------------------- | --------- |
| 2011 | Каннський кінофестиваль | Гран-прі Тижня критиків                     | Джефф Ніколс               | Перемога  |
| 2011 | Каннський кінофестиваль | FIPRESCI Prize (Двотижневик режисерів)      | Джефф Ніколс               | Перемога  |
| 2011 | Каннський кінофестиваль | SACD Award (Найкращий повнометражний фільм) | Джефф Ніколс               | Перемога  |
| 2011 | Незалежний дух          | Нагорода продюсерам                         | Софія Лін                  | Перемога  |
| 2011 | Незалежний дух          | Найкращий режисер                           | Джефф Ніколс               | Номінація |
| 2011 | Незалежний дух          | Найкращий повнометражний фільм              | Тайлер Девідсон, Софія Лін | Номінація |
| 2011 | Незалежний дух          | Найкраща головна чоловіча роль              | Майкл Шенон                | Номінація |
| 2011 | Незалежний дух          | Найкраща жіноча роль другого плану          | Джессіка Честейн           | Номінація |